# Беязът
„Беязът“ (на турски: Beyazıt) е квартал на Истанбул, разположен в градска околия Фатих. Общата му площ е 0,11 км2. Според данни на Адресната система за регистриране на населението (ABPRS) към 2024 г. населението на „Беязът“ е 48 жители.